# Эрскин, Малкольм Гарри, 17-й граф Бьюкен
Малкольм Гарри Эрскин, 17-й граф Бьюкен (англ. Malcolm Harry Erskine, 17th Earl of Buchan; 4 июля 1930 — 11 сентября 2022) — шотландский землевладелец и пэр, член Палаты лордов с 1984 года до принятия Закона о Палате лордов 1999 года. Он носил титул учтивости — лорд Кардросс с 1960 по 1984 год.

## Происхождение и образование
Родился 4 июля 1930 года. Младший сын Дональда Кардросса Флауэра Эрскина, 16-го графа Бьюкена (1899—1984), и его жены Кристины Баксендейл (? — 1994), дочери Хью Вулнера. Малкольм стал наследником своего отца из-за смерти своего старшего брата Дэвида Стюарта Эрскина (1928—1933). Он получил образование в Итонском колледже.

## Карьера
26 июля 1984 года после смерти своего отца Малокльм Гарри Эрскин унаследовал титулы 17-го графа Бьюкена (Пэрство Шотландии), 17-го лорда Охтерхауса (Пэрство Шотландии), 12-го лорда Кардросса (Пэрство Шотландии) и 8-го барона Эрскина из замка Рестормел (Пэрство Соединённого королевства), став членом Палаты лордов Великобритании.
В 1972 году, как лорд Кардросс, Малкльм Эрскин стал мировым судьей в Вестминстере, а также был ливрейным управляющим Worshipful Company of Grocers. Он был председателем Battersea Dogs Home.
В 1998 году в ответ на планы по деволюции Шотландии он заявил, что если это приведет к независимости, он предъявит свои права на трон Шотландии. В 2003 году лорд Бьюкен жил в Ньюнхэм-хаусе, Ньюнхэм, Хэмпшир.
Лорд Бьюкен скончался 11 сентября 2022 года в возрасте 92 лет.

## Семья
21 февраля 1957 года Малкльм Эрскин женился на Хилари Диане Сесил Пауэр (10 октября 1930 — 10 марта 2022), дочери сэра Айвена Пауэра, 2-го баронета (1903—1954), и его первой жены Нэнси Хилари Гриффитс. У супругов блыо четверо детей:
- Генри Томас Александр Эрскин, 18-й граф Бьюкен (род. 31 мая 1960), старший сын и преемник отца.
- Леди Серафина Мэри Эрскин (род. 14 июля 1961), она вышла в 1990 году замуж за Стивена К. Берри, от брака с которым у неё было две дочери.
- Достопочтенный Монтегю Джон Эрскин (род. 17 января 1966), в 1997 году он женился на Рэйчел Элизабет Прайор, от брака с которой у него было двое дочерей.
- Леди Арабелла Флер Эрскин (род. 27 августа 1969), 1-й муж с 1992 года Фрэсис Робин Чарльз Салвесен, 2-й муж с 1996 года Марк А. Бидддл, от брака с которым у неё был один сын.